# Skupine talijanskih regija
U Italiji, skupine regija koje su kategorizirane kao NUTS 1 odgovaraju neadministrativnim jedinicama, te služe samo za statističku podjelu zemlje. U statističkom smislu ekvivalent su zemljama (Länder)  u Njemačkoj ili Walesu, Škotskoj, Sjevernoj Irskoj i engleskim regijama u Ujedinjenom Kraljevstvu.
| Broj | Ime                       | Odgovarajuće regije                                                      |
| ---- | ------------------------- | ------------------------------------------------------------------------ |
| 1    | Sjeverozapad (Nord-Ovest) | Valle d'Aosta, Pijemont, Lombardija, Ligurija                            |
| 2    | Sjeveroistok (Nord-Est)   | Furlanija-Julijska krajina, Veneto, Trentino-Južni Tirol, Emilia-Romagna |
| 3    | Centar (Centro)           | Toskana, Marke, Lacij, Umbrija                                           |
| 4    | Jug (Sud)                 | Abruzzo, Molise, Kampanija, Apulija, Basilicata, Kalabrija               |
| 5    | Otoci (Isole)             | Sicilija, Sardinija                                                      |

## Poveznice
- NUTS

## Vanjske poveznice
- ITALIA - NUTS nivo 2
- ITALIA - NUTS nivo 3